# Anneliese Fischer
Anneliese Fischer (* 31. Mai 1925 in Pirmasens; † 2. Februar 2020 in Bayreuth) war eine deutsche Politikerin (CSU).

## Leben
Fischer machte das Abitur in Würzburg und studierte Lehramt mit 1. und 2. Lehramtsprüfung. Es folgte ein langjähriges Engagement für Elternhaus und Schule. Sie war Elternbeiratsvorsitzende, Vorsitzende der Landes-Eltern-Vereinigung der Gymnasien in Bayern (LEV), Ehrenvorsitzende der LEV und stellvertretende Bundesvorsitzende, ferner war sie Mitglied im Bayerischen Rundfunkrat für die bayerischen Eltern. Außerdem war sie Mitglied des Diözesanfamilienrats Bamberg und Vorsitzende des VdK-Kreisverbands Bayreuth-Stadt und Land und ab 1995 stellvertretende Landesvorsitzende des VdK. Zudem engagierte sie sich als Mitglied des Beirates beim Landesbeauftragten für den Datenschutz, als Mitglied der Richterwahlkommission und als stellv. Landesvorsitzende des VdK, als Geschäftsführender Vorstand des Weißen Rings für Deutschland und Landesbeauftragte des Weißen Rings für Nordbayern.
Fischer war mit Unterbrechung von 1980 bis 1996 Mitglied des Stadtrats von Bayreuth. Am 19. Juli 1984 rückte sie für Herbert Hofmann in den Bayerischen Landtag nach, in dem sie bis 1998 saß. Dort war sie Vorsitzende der Arbeitsgruppe Frauen der CSU-Landtagsfraktion, Mitglied im Ausschuss für Kulturpolitische Fragen und Mitglied im Ausschuss für Bildung, Jugend und Sport sowie Mitglied des Ältestenrates. In der 12. Wahlperiode war sie stellvertretende Vorsitzende der CSU-Landtagsfraktion und in der 13. Wahlperiode zweite Vizepräsidentin des Bayerischen Landtags.

## Ehrungen und Auszeichnungen
- 1992: Bayerische Staatsmedaille für soziale Verdienste
- 1998: Bundesverdienstkreuz 1. Klasse des Verdienstordens der Bundesrepublik Deutschland
- Bayerischer Verdienstorden
- Bayerische Verfassungsmedaille (Silber; Gold)
- Goldene Ehrennadel des VdK
- Goldener Ehrenring der Stadt Bayreuth
- 2019: Ehrenbürgerin der Stadt Bayreuth[3]